# Margarita Bravo Hollis
Margarita Bravo Hollis (* 10. Juni 1911 in Mexiko-Stadt; † 13. Dezember 2011 ebenda) war eine Biologin und eine der Wegbereiter der Helminthologie in Mexiko. Ihr offizielles botanisches Autorenkürzel lautet „M.Bravo“.

## Wirken
Auf ihrer wissenschaftlichen Arbeit basieren 96 Veröffentlichungen; sie führte eine neue Familie, sieben Unterfamilien, 26 Gattungen und 105 neue Arten von Helminthen ein. Sie unterrichtete Zoologie von wirbellosen Tieren an der Fakultät für Naturwissenschaften der Universidad Nacional Autónoma de México.
Sie trat 1932 in das Institut für Biologie ein, wo sie eine Karriere als Assistenzforscherin begann und später Senior Researcher wurde. Ihre Arbeit spezialisierte sich auf Monogene, Parasiten von kommerziell wichtiger Meeresfische, vor der Küste Mexikos.

## Auszeichnungen und Ehrungen
Sie erhielt ein Stipendium der John Simon Guggenheim Foundation, um Fischparasitologie an der Universität von Nebraska zu studieren. Von 1960 bis 1980 wurde sie zur Kuratorin der Helminthologischen Sammlung des Instituts für Biologie ernannt. 1981 verlieh ihr die UNAM die Medaille des Universitätsverdienstes für 50 Jahre Universitätsarbeit.
Im Jahre 1970 ehrten ihre Studenten und Kollegen sie in einem Sonderband der Annalen des Instituts für Biologie der Zoologie-Reihe,  mit einem gemeinschaftlichen Beitrag von 21 Spezialisten aus der ganzen Welt.